# Seznam kubanskih pisateljev
Seznam kubanskih pisateljev.

## A
- Reinaldo Arenas

## B
- Miguel Barnet
- Alba de Céspedes y Bertini

## C
- Alejo Carpentier
- Daniel Chavarria

## F
- Eugenio Florit

## L
- José Lezama Lima
- Dulce María Loynaz (1902 - 97)

## V
- Enrique José Varona